# Belanovce (Leskovac)
Pour les articles homonymes, voir Belanovce.
Belanovce (en serbe cyrillique : Белановце) est un village de Serbie situé sur le territoire de la ville de Leskovac, district de Jablanica. Au recensement de 2011, il comptait 506 habitants.

## Démographie
| 1948 | 1953 | 1961 | 1971 | 1981 | 1991 | 2002 | 2011 |
| ---- | ---- | ---- | ---- | ---- | ---- | ---- | ---- |
| 611  | 643  | 709  | 631  | 627  | 704  | 600  | 506  |

|  |